# Rejon niżankowicki
Rejon niżankowicki (ukr. Нижанковицький район) – dawna jednostka podziału administracyjnego Ukraińskiej Socjalistycznej Republiki Radzieckiej w Związku Socjalistycznych Republik Radzieckich w latach 1945–1959. Należał do obwodu drohobyckiego do 1959 roku, a po jego zniesieniu przez kilka miesięcy do obwodu lwowskiego. Siedziba władz rejonu znajdowała się w Niżankowicach.

## Historia
17 stycznia 1940 na podstawie dekretu Prezydium Rady Najwyższej USRR o podziale na rejony zachodnich obwodów USRR, kiedy to w obwodzie drohobyckim utworzono 30 rejonów, powstał między innymi rejon przemyski. Obszar rejonu wchodził przed wojną w skład powiatu przemyskiego w województwie lwowskim. Rejon przemyski przestał istnieć wraz z wybuchem wojny niemiecko-radzieckiej 22 czerwca 1941. Jego tereny weszły w skład Landkreis Przemysl dystryktu krakowskiego Generalnego Gubernatorstwa. Rejon przemyski został odtworzony 31 lipca 1944, po zajęciu tych terenów przez Armię Czerwoną, jednak ponieważ znaczna część jego obszaru weszła w marcu 1945 w skład Polski, rejon przemyski zniesiono, a ze wschodniej jego części utworzono rejon niżankowicki. Ponadto do rejonu niżankowickiego włączono Rożubowice z rejonu medyckiego (w wyniku zmiany ciągów komunikacyjnych w tym rejonie po włączeniu większej części rejonu przemyskiego do Polski). Rejon niżankowicki podzielono na 13 rad: 1 osiedlową i 12 wiejskich (stan na 1 września 1946):
- rada wiejska Boratycze (Боратицька сільська рада) – Boratycze (Боратичі), chutor Stroniowice (Стороневичі);
- rada wiejska Borszowice (Боршевицька сільська рада) – wieś Borszowice (Боршевичі);
- rada wiejska Bybło (Библівська сільська рада) – wieś Bybło (Библо), chutor Czyszczyn (Чищин);
- rada wiejska Drozdowice (Дроздовицька сільська рада) – wieś Drozdowice (Дроздовичі), chutor Wielunice (Вілюничі), chutor Malhowice (Мальговичі);
- rada wiejska Gdeszyce (Дешицька сільська рада) – wieś Gdeszyce (Дешичі);
- rada wiejska Hruszatyce (Грушатицька сільська рада) – wieś Hruszatyce (Грушатичі), chutor Sanoczany (Саночани);
- rada wiejska Miżyniec (Міженецька сільська рада) – wieś Miżyniec (Міженець);
- rada osiedlowa Niżankowice (Нижанковицька селищна рада) – osiedle typu miejskiego Niżankowice (Нижанковичі), chutor Zabłotce (Заболотці);
- rada wiejska Paćkowice (Пацьковицька сільська рада) – wieś Paćkowice (Пацьковичі);
- rada wiejska Podmojsce (Підмостицька сільська рада) – wieś Podmojsce (Підмостичі);
- rada wiejska  Rożubowice (Рожубовицька сільська рада) – wieś Rożubowice (Рожубовичі);
- rada wiejska Sierakośce (Сірокізцівська сільська рада) – wieś Sierakośce (Сірокізці);
- rada wiejska Zrotowice (Зоротовицька сільська рада) – wieś Zrotowice (Зоротовичі).

15 maja 1948 rady wiejskie Rożubowice i Sierakośce zniesiono a chutor Malhowice wyłączono z rady wiejskiej Drozdowice. Przyczyną tego było przekazanie tych obszarów Polsce w ramach korekty granic z ZSRR. Rożubowice włączono jako gromadę do gminy Przemyśl, a Malhowice i Sierakośce (jako gromady) do gminy Fredropol w powiecie przemyskim w województwie rzeszowskim. Równocześnie, 15 maja 1948 rejon niżankowicki zasilono o wschodnią część zniesionego rejonu medyckiego (rady wiejskie Chodnowice, Cyków, Pleszowice, Popowice i Tyszkowice) oraz część rejonu krukienickiego (rady wiejskie Horysławice, Hussaków i Radochońce).
21 stycznia 1959 do rejon niżankowickiego włączono część zniesionego rejonu krukienickiego.
21 maja 1959, w wyniku zniesienia obwodu drohobyckiego, rejon niżankowicki włączono do obwodu lwowskiego.
23 września 1959 rejon niżankowicki zniesiono, włączając jego obszar do rejonów dobromilskiego i mościskiego.